# Каульфус, Георг Фридрих
Георг Фридрих Каульфус (нем. Georg Friedrich Kaulfuss, 1786 — 1830) — немецкий ботаник, профессор ботаники.

## Биография
Георг Фридрих Каульфус родился в 1786 году.
Был профессором ботаники в университете Галле.
Умер в 1830 году.

## Некоторые публикации
- 1827. Das Wesen der Farrenkraüter, besonders ihrer Fruchttheile zugleich mit Rücksicht auf systematische Anordnung betrachtet und mit einer Darstellung der Entwickelung der Pteris serrulata aus dem Samen begleitet[1].
- 1824. Enumeratio Filicum quas in itinere circa terram legit A. de Chamisso: adjectis … animadversionibus (describe los helechos colectados por Chamisso).
- August Ahrens, Ernst Friedrich Germar, Georg Friedrich Kaulfuss. 1812. Fauna insectorum Europae: Fasciculus 1-24. Ed. Imprensis. C. A. Kümmelii.

## Почести
Роды растений Kaulfussia Nees (синоним Felicia Cass.) и Kaulfussia Blume (синоним Christensenia Maxon) были названы в его честь.
В его честь было также названо 35 видов растений.

## Растения, описанные Каульфусом

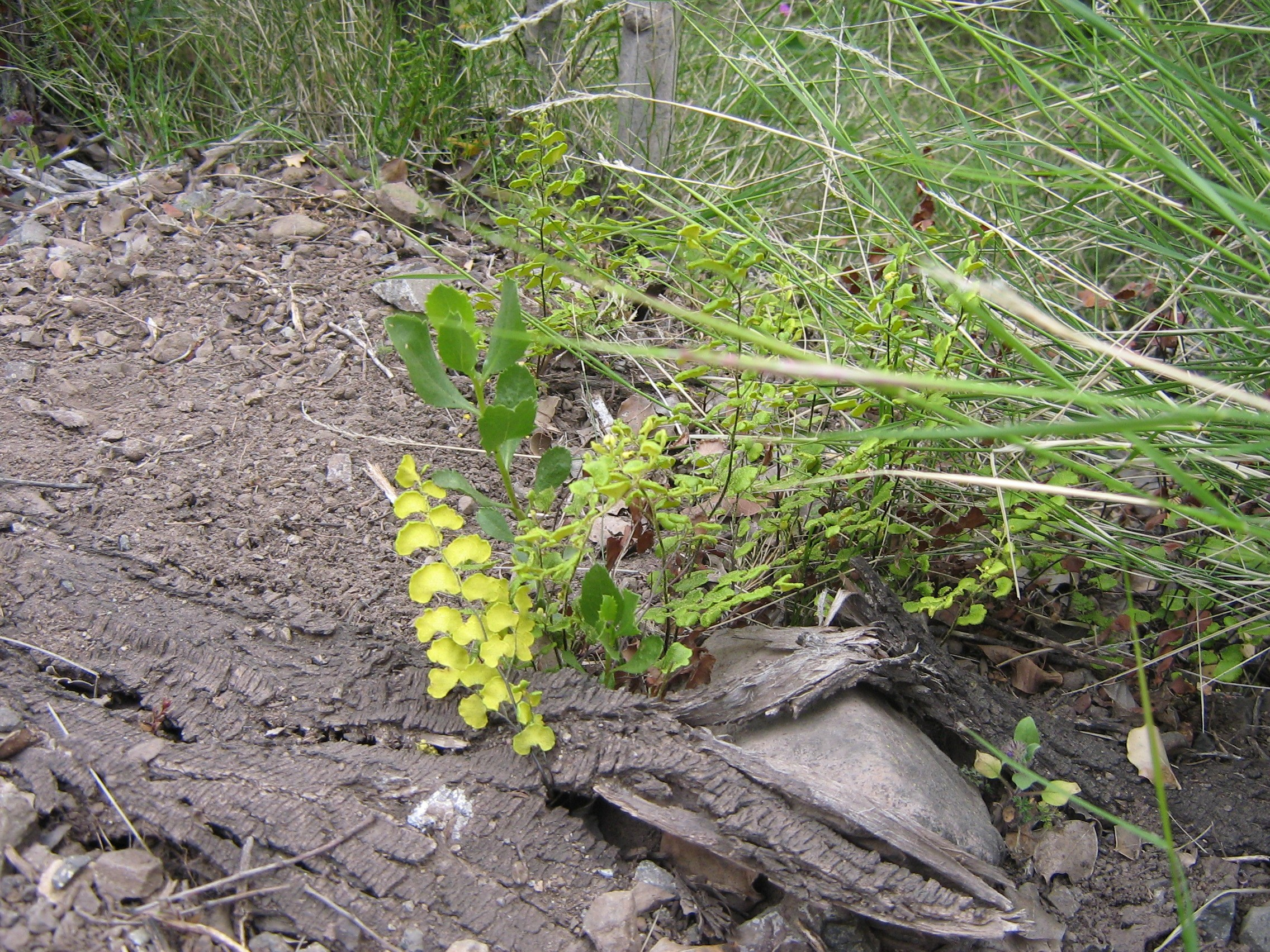

- Adiantum sulphureum Kaulf.